# Christoph Zell
Franz Christoph Zell († 1590) war ein Buchdrucker, Verleger, Briefmaler und Kunsthandwerker im 16. Jahrhundert. In seinen Publikationen nannte sich der Künstler auch Christoff(el) Zell, Christoph Cel und Christoph Cella.

## Leben und Wirken
Christoph Zell war ein naher Verwandter des Kartografen und Bibliothekars Heinrich Zell sowie des Theologen Matthäus Zell. Obwohl er sich auch als Autor versuchte, waren es seine Werke als Formschneider, die ihm Bekanntheit einbrachten. Der Künstler fertigte unter anderem Holzstiche für Heinrich Zells Karten von Europa (1536) und Preußen (1542). Im Jahr 1540 veröffentlichte Christoph Zell eine Karte der Bayerischen Pfalz von Erhard Reich.

## Werke (Auswahl)
- Ein neues Lied in welchem ausz angebung deren so von anfang mit vnd darbey gewesen, Die gantz handlung des Türcken, in Vngern vnd Osterreych nemlich der belegerung der stat Wien begryffen ist Im thon O Gott in deinem höchsten thron. Gedruckt bei Friderich Peypus, Nürnberg 1529.
- Reich, Erhard: Die pfalz in Bayern in grunt gelegt sambt Iren anstossenden Lendern. Holzstiche und Druck von Christoph Zell, Nürnberg 1540.